# Theodore Bauer
Theodore Bauer es un deportista alemán que compitió para la RFA en bobsleigh en la modalidad cuádruple. Ganó dos medallas en el Campeonato Mundial de Bobsleigh, oro en 1958 y plata en 1960.

## Palmarés internacional
| Campeonato Mundial | Campeonato Mundial           | Campeonato Mundial | Campeonato Mundial |
| Año                | Lugar                        | Medalla            | Prueba             |
| ------------------ | ---------------------------- | ------------------ | ------------------ |
| 1958               | Garmisch-Partenkirchen (RFA) | Medalla de oro     | Cuádruple          |
| 1960               | Cortina d'Ampezzo (Italia)   | Medalla de plata   | Cuádruple          |